# Mount Blanchard (Ohio)
Mount Blanchard es una villa ubicada en el condado de Hancock en el estado estadounidense de Ohio. En el Censo de 2010 tenía una población de 492 habitantes y una densidad poblacional de 353,09 personas por km².

## Geografía
Mount Blanchard se encuentra ubicada en las coordenadas 40°53′55″N 83°33′25″O / 40.89861, -83.55694. Según la Oficina del Censo de los Estados Unidos, Mount Blanchard tiene una superficie total de 1.39 km², de la cual 1.39 km² corresponden a tierra firme y (0%) 0 km² es agua.

## Demografía
Según el censo de 2010, había 492 personas residiendo en Mount Blanchard. La densidad de población era de 353,09 hab./km². De los 492 habitantes, Mount Blanchard estaba compuesto por el 96.54% blancos, el 0.41% eran afroamericanos, el 0% eran amerindios, el 0% eran asiáticos, el 0.41% eran isleños del Pacífico, el 1.02% eran de otras razas y el 1.63% pertenecían a dos o más razas. Del total de la población el 2.64% eran hispanos o latinos de cualquier raza.